# Guillem-Jordi Graells
Guillem-Jordi Graells i Andreu (Tarrasa, 22 de mayo de 1950) es un autor y director teatral de Cataluña, España.

## Biografía
Licenciado en filología catalana en 1973 y en arte dramático, con Oriol Pi de Cabanyes participó en la organización de la campaña Català a l'escola (1969-1970) y en 1971 ambos se incorporaron al consejo de redacción de la revista Serra d'Or, al tiempo que reorganizaron el Centro Catalán del PEN Club.
En 1976 dirigió sus primeros montajes, Quiriquibú, de Joan Brossa, Home amb blues y Onze de setembre. De 1977 a 1980 dirigió la sociedad cooperativa Teatre Lliure, que estrenó sus traducciones de La nit de les tríbades, Abraham i Samuel y la Bella Helena. También tradujo al catalán obras de Máximo Gorki, Eugène Labiche, Alfred de Musset, Arthur Schnitzler y Darío Fo. En 1980 dejó el Teatre Lliure por problemas con las autoridades por un intento de censura y marchó al Instituto del Teatro, donde fue subdirector hasta 1988. También se vinculó a la Asociación de Escritores en Lengua Catalana, del que ha sido secretario y vicepresidente de 1980 hasta 1999. En 2007 fue nombrado presidente.
Otros montajes en que ha participado son Vapors (1983), L'auca del senyor Esteve (1984), Mel salvatge (1986) y Fantasio (1988). Ha seguido su trayectoria teatral con La Lloll, Un xou ben viu (1992), Klowns (1997) y El florido pensil (1997). Ha elaborado, con Jaume Fuster, el guion del programa de TV3 Qui? (1990) y fue coautor del guion de la película La fiebre del oro (1993). Ha trabajado para las compañías Tanttaka Teatroa, el Gran Teatro del Liceo, la Orquesta Ciudad de Barcelona, el Centro Dramático del Vallés, Arteszena, la compañía de Lloll Bertran, y Monti & Cia, entre otras.

## Obras

### Teatro
- 1975 - La Setmana Tràgica
- 1977 - Onze de Setembre[1]
- 1986 - Damunt l'herba[2]
- 1988 - Titànic-92[3]
- 1990 - Kontuz, maite zaitut - Peligro, te quiero
- 1992 - La Lloll, un xou ben viu
- 1997 - Klowns, junto con Joan Montanyès y Josep Mestres Cabanes
- 1998 - Les quatre nacions

### Ensayo y crítica literaria
- 1970 - Notes per a un estudi de "La Dama enamorada"[4]
- 1971 - La generació literària dels 70, 25 escriptors nascuts entre 1939-1949 (junto con Oriol Pi de Cabanyes)
- 1974 - Àngel Guimerà en els seus millors escrits (con Xavier Fàbregas y Octavi Saltor).
- 1979 - Guimerà.
- 1983 - Espais wagnerians
- 1985 - Paseo por el teatro catalán (con Jordi Coca)
- 1985 - Cinc escenògrafs catalans
- 1987 - Aspecten van het hedendaags Spaans theater (amb E. Huertas)
- 1990 - L'Institut del Teatre (1913-1988): història gràfica.[5]
- 1990 - Maria Aurèlia Capmany.
- 1995 - Fabià Puigserver scénographe (con Giorgio Ursini Ursic).
- 1996 - Fabià Puigserver (con Antoni Bueso)
- 2001 - La creació de l'efímer. De la idea a l'espectacle

### Guiones
- 1982 - 1983 - A can 80. Televisió de Catalunya
- 1982 - 1983 - El espacio vacío. Radio Nacional de España
- 1990 - Qui? (con Jaume Fuster Guillemó). TV3
- 1993 - La febre d'or (con Gonzalo Herralde). Trasbals, TVE y TV3.
- 1996 - 1997 - Vidas cruzadas (amb Maria Mercè Roca). Televisió de Catalunya-Telemadrid-Canal Sur-Zeppelin.